# Arcibiskupský palác (Trnava)
Arcibiskupský palác je renesanční patrová budova v Trnavě, původem z roku 1562. Byla vybudována na starších gotických základech. Koncem 16. století byla přistavěna dvorní křídla. V roce 1615 byl doplněn archiv a knihovna. Do roku 1820 v arcibiskupském paláci sídlili arcibiskupové. Arcibiskupský palác je kulturní památkou Slovenska.

## Dějiny
Arcibiskupský palác se nachází jižně od Dómu sv. Mikuláše. Palác s uzavřeným nádvořím dal v roce 1562 vybudovat arcibiskup Mikuláš Oláh jako svoji rezidenci. Arcibiskupský palác byl do roku 1820 sídlem ostřihomských arcibiskupů. Renesanční arcibiskupský palác byl zbudován na místě starších středověkých domů, z gotických prvků se zachovaly okna kaple ve dvoře. Rozsáhlá barokní přestavba města a mladší slohové období se v porovnání s ostatní architekturou paláce dotkly v podstatně menším rozsahu. Vzhledem k renesančním prvkům v podobě kleneb a portálů zachovaných v interiéru se arcibiskupský palác považuje za reprezentativní ukázku trnavské renesance. Pod severním křídlem rovnoběžným s farním kostelem se nachází rozlehlá, původně vícepodlažní hospoda připomínající sklepy pod hradem Červený Kameň. Průčelí paláce zdobí kamenné erby M. Olah, J. Szelepcsényiho a na barokním portálu je erb arcibiskupa F. Forgáche, kteří pro potřeby knihovny, tiskárny a archivu nechali v roce 1615 na severní straně přistavit ještě jedno křídlo budovy, směřující do náměstí.